# Janez I. Ennsthalski
Janez Ennsthalski (tudi Ensital, Enstall), škof Chiemseeja od 1274 do 1279 in od 1279 do 1281 krški škof kot Janez I., † 22. julij 1281, Rim

## Življenje
Janez Ennsthalski je izhajal iz štajerske plemiške družine in je bil brat škofa Gerharta Lavantskega ter član meniškega reda.
Po smrti chiemseeškega škofa Henrika Lützelburškega leta 1274 ga je salzburški nadškof Bertold Leiningenski imenoval za njegovega naslednika. V tej vlogi je bil udeleženec deželne sinode leta 1274 v Salzburgu. Kot pristaš kralja Rudolfa Habsburškega je bil leta 1276 priča mirovnemu sporazumu med Rudolfom in češkim kraljem Otokarjem II. Premyslom.
13. januarja 1279 ga je nadškof Bertold Leiningenski premestil na škofovski sedež v Krki. Potrditev s strani papeža Nikolaja III. se je zgodila 25. maja 1279. Leta 1281 ga je kralj Rudolf imenoval za dvornega kanclerja in cesarskega guvernerja Toskane. Malo pozneje mu je Rudolf zaupal častno nalogo, da svojo hčer Klementijo izroči sicilskemu kralju Karlu Anžujskemu za svojega vnuka Karla. Pred nevesto je odpotoval v Italijo in se 24. maja 1281 v Orvietu srečal s papežem Martinom IV. Dva meseca kasneje je Janez Ennsthalski v Rimu umrl. Njegovo zadnje počivališče ni znano.